# Ectropis ischnadelpha
Ectropis ischnadelpha är en fjärilsart som beskrevs av Louis Beethoven Prout 1932. Ectropis ischnadelpha ingår i släktet Ectropis och familjen mätare. Inga underarter finns listade i Catalogue of Life.